# The Woodman's Daughter
Pour plus de détails, voir Fiche technique et Distribution.
The Woodman's Daughter est un film muet américain réalisé par Fred Huntley et sorti en 1913.

## Fiche technique
- Réalisation : Fred Huntley
- Scénario : W.W. Campbell, d'après son histoire
- Production : William Nicholas Selig
- Genre : Film dramatique
- Dates de sortie : 
  -  États-Unis : 14 avril 1913

## Distribution
- Herbert Rawlinson
- Marguerite Loveridge : Marion
- Eleanor Blevins